# Antiga Goa
Antiga Goa (Konkani:पोरणें गोंय – Pornnem Goem; Hindi ओल्ड गोवा – Old Gova, पुराणा गोवा – Purana Gova) o Velha Goa, és una ciutat històrica al districte nord de Goa, a l'estat indi de Goa. Està inscrit a la llista del Patrimoni de la Humanitat de la UNESCO des del 1986 L'Antiga Goa és a aproximadament a 10 km a l'est de Panjim, la capital de l'estat.

## Història
La ciutat va ser construïda pel Sultanat de Bijapur al segle xv, i va ser la capital de l'Índia portuguesa des del segle xvi fins al seu abandó al segle xviii a causa d'una plaga. Es diu que havia arribat a ser una ciutat de gairebé 200.000 habitants des d'on, abans de la plaga, els portuguesos comerciaven a través dels continents.
Fou una ciutat a l'Índia Portuguesa a la riba del Mandovi, capital del virregnat del 1533 al 1759. Centre de comerç, riquesa i luxúria vers el 1600, al segle xvii va entrar en decadència que s'havia accentuat tant vers el 1750 que la capital fou traslladada el 1759 a Panjim o Nova Goa a la desembocadura del Mandovi.
La població de la ciutat el 1900 era de 2.302 habitants. Hi ha nombroses esglésies de tipus colonial portuguès sent les principals la Catedral o Seu, Sant Francesc d'Assís, Sant Gaietà i la basílica de Bom Jesus amb les restes incorruptes de Sant Francesc Xavier. La ciutat fou construïda pels sultans de Bijapur al segle xv. Va ser conquerida pels portuguesos el 1510 (vegeu Goa Portuguesa). Fou abandonada com a capital el 1759 (que es va traslladar a Pangim) i va restar només un llogaret. Va passar a l'Índia amb la resta del territori el 1961.

## Galeria

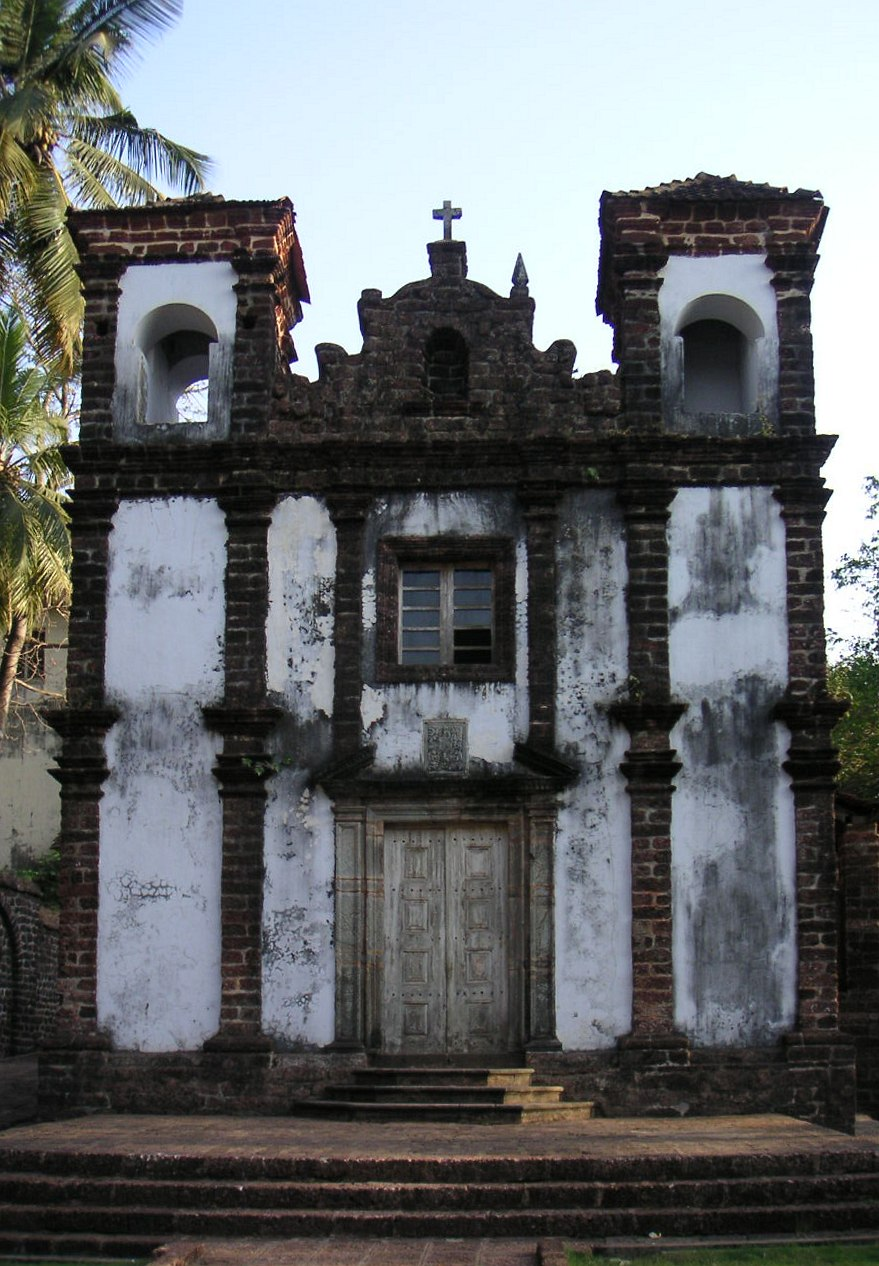
Església a Velha Goa
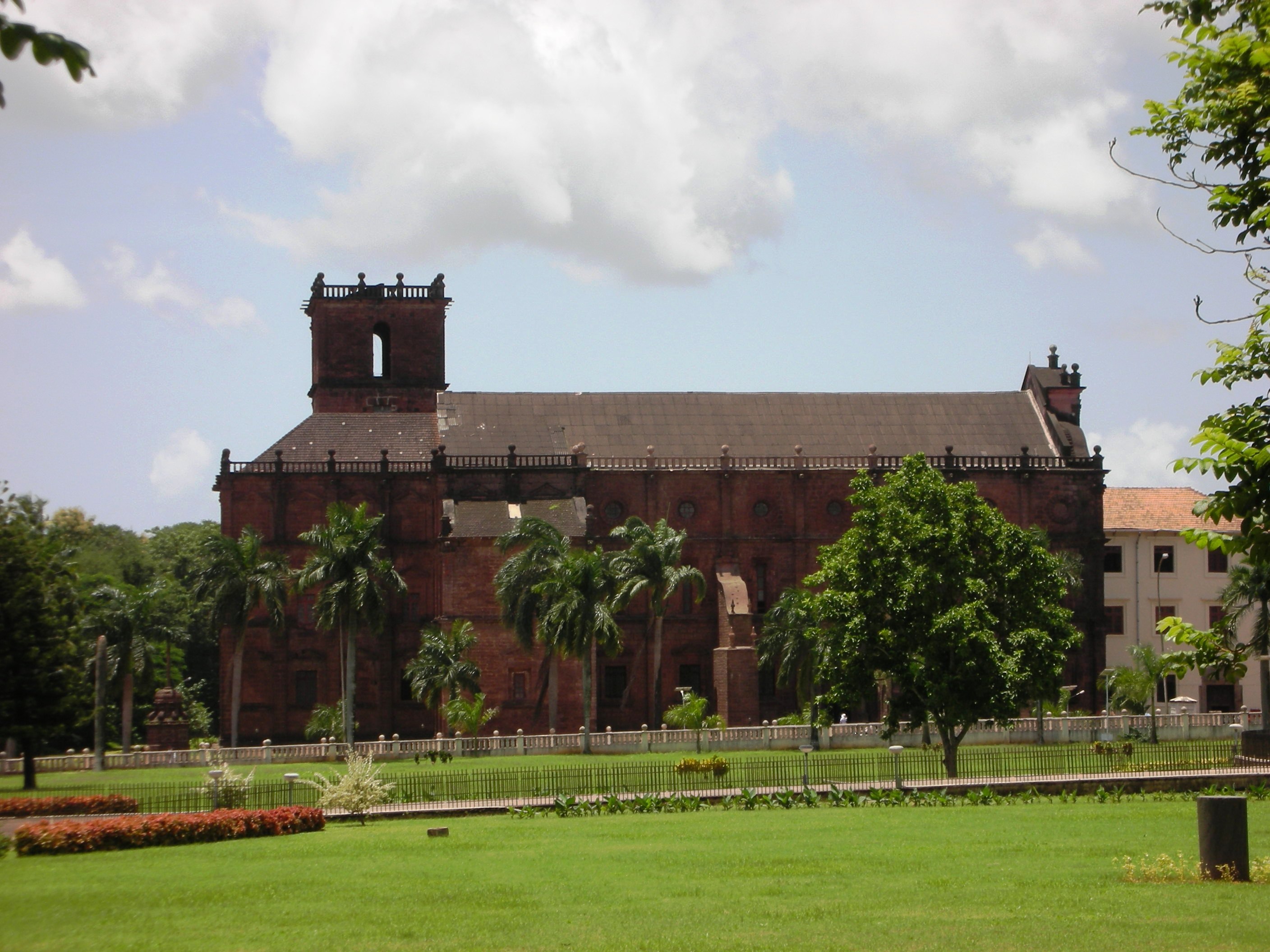
Basilica de Bom Jesus